# Desfășurarea funcției calității
QFD -Desfășurarea funcției calității (în engleză Quality Function Deployment, în franceză Déploiement des Fonctions Qualités) reprezintă un instrument de planificare a calității produselor sau serviciilor care, în esență, constă dintr-o serie de matrice legate reciproc, ce identifică și traduc cerințele/dorințele clienților în specificații tehnice pentru proiectarea produselor/serviciilor și a producției acestora. Profesorul japonez Yoji Akao⁠(en)[traduceți], creatorul acestei metode a formulat următoarea definiție: „QFD este o metodă pentru transformarea cerințelor calitative  ale clienților (calităților) în parametri cantitativi pentru a desfășura funcțiunile care formează calitatea și pentru a desfășura metode pentru realizarea calității în proiectare în subsistemele și piesele componente și, în final, în elementele specifice ale procesului de fabricație.” Într-o lucrare din 1980 , Yoji Akao precizează că „QFD este o metodă de asigurare a calității în proiect, în timp ce produsul este încă în stadiul de proiect.”

Metoda QFD a fost concepută de Yoji Akao în 1966 și a fost introdusă pentru prima dată în Japonia, în 1972, la firma Mitsubishi Heavy Industries - Kobe Shipyard, la proiectarea unui super-petrolier; firma Toyota a adoptat această metodologie cinci ani mai târziu în procesul de dezvoltare a produselor, iar în 1978 profesorii Akao și Mizuno au sistematizat ideile și conceptele de bază ale QFD, care sunt utilizate în industria japoneză până în prezent.
Este de menționat că termenul Deployment din l. engleză este o traducere imprecisă a termenului japonez Ten kai.
Conform QFD Institute, metoda QFD poate fi folosită atât pentru produse tangibile cât și pentru servicii ne-tangibile, incluzând bunuri fabricate, industria serviciilor, produse software, proiecte IT, dezvoltarea proceselor de afaceri, guvernare, îngrijirea sănătății, inițiative de mediu și multe alte aplicații.

## Procesul de introducere a QFD
Metoda QFD cuprinde un flux continuu de informații, pornind de la cerințele clienților până la elementele specifice de operare ale procesului de fabricație/producție.
Introducerea QFD implică (într-o abordare simplificată) următorii pași:
- Declararea obiectivelor: se identifică cerințele clienților și scopul echipei QFD;

- Identificarea caracteristicilor de calitate ale produsului, dorite de clienți (componente ale vectorului CE ? (the WHATS));

- Identificarea căilor de satisfacere a componentelor vectorului CE (prin enunțarea componentelor vectorului CUM (the HOWS)).

Pentru a asigura ca dorințele clienților să fie desfășurate pe tot parcursul procesului de proiectare a produsului este esențial ca procesul să se bazeze pe punctul de vedere al clienților. Imaginea grafică a metodei QFD este așa-numita „casa calității” (în engleză House of Quality). Matricea Casa calității traduce cerințele clienților bazate pe cercetări de marketing și date de benchmarking într-un număr adecvat de ținte de proiectare care trebuie să fie satisfăcute în proiectul noului produs.
Există multe forme ale „Casei calității”, însă posibilitatea de a fi adaptată la necesitățile unei probleme particulare o fac un instrument foarte puternic și sigur pentru utilizare. Imaginea grafică a „Casei calității” conține mai multe „camere” pentru diferiții pași ai procedurii QFD precum și o matrice de tip „acoperiș” (de formă triunghiulară), completată cu corelațiile tehnice dintre caracteristici.

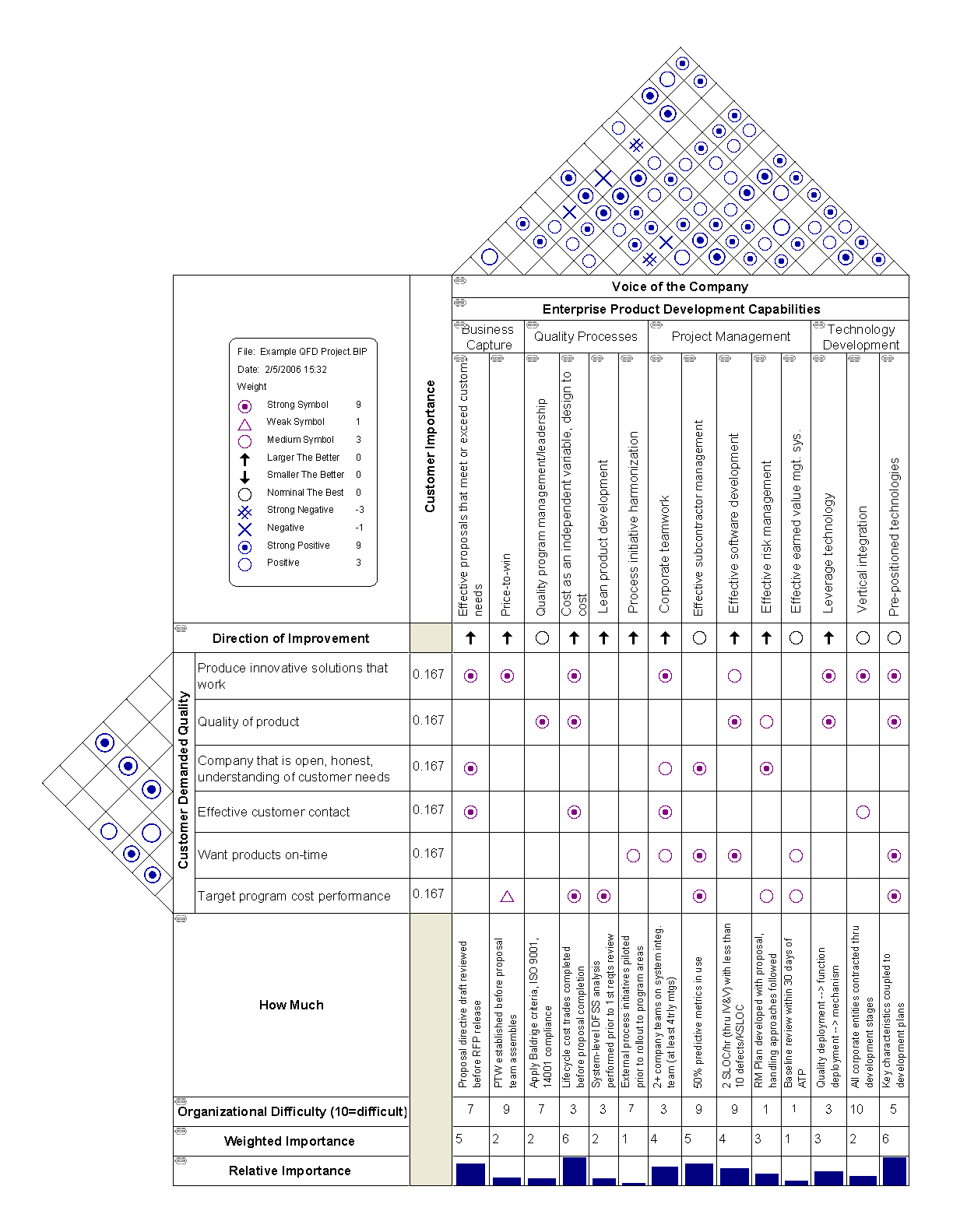
"Casa calității" pentru procese de dezvoltare a produselor în întreprinderi

Formatul general al „Casei calității” este alcătuit din următoarele componente majore care includ:
- cerințele clienților;

- caracteristicile tehnice măsurabile ale produsului și relevante pentru aceste cerințe;

- o matrice de planificare;

- o matrice de relații;

- o matrice de corelații tehnice (așa-numitul „acoperiș”);

- o secțiune a priorităților tehnice și țintelor.

## Componentele „Casei calității”
Formarea „Casei calității” începe cu determinarea, clarificarea și specificarea necesităților clienților.

### Specificarea cerințelor clienților
Primul pas al procesului QFD include desfășurarea cerințelor calitative ale clienților, în limbajul clienților (în engleză Voice of the Customers). Aceste opinii tind să fie subiective, calitative și ne-tehnice. De aceea, este important să se traducă aceste dorințe în anumite valori tangibile care pot fi transformate în specificații de proiectare. Echipa QFD stabilește ponderi care reprezintă importanța relativă a fiecărei cerințe a clienților, din perspectiva acestora. Suma ponderilor va fi 100%. În imaginea alăturată a "Casei calității", aceste ponderi sunt înscrise în coloana Customer importance. Cerințele clienților devin linii în matricea centrală a "Casei calității".

### Caracteristici tehnice relevante
Următorul pas al procesului QFD constă în traducerea cerințelor/dorințelor clienților în limbajul tehnic, mai cantitativ, al întreprinderii. Este important ca echipa multifuncțională QFD să răspundă CUM trebuie să fie satisfăcute necesitățile clienților, anterior identificate și în acest scop sunt precizate caracteristici tehnice măsurabile (parametri de proiectare) ale produsului.

### Matricea de planificare
Scopul principal al acestei matrice este de a compara cât de bine echipa QFD proprie satisface cerințele clienților, în comparație cu concurenții săi. Matricea de planificare evidențiază importanța ponderată a fiecărei cerințe pe care echipa QFD și concurenții încearcă să o satisfacă. Sunt acordate note (evaluări sau punctaje) ale clienților, de obicei de la 1 până la 5, pentru fiecare întreprindere și fiecare cerință. Evaluările/percepțiile clienților sunt combinate cu performanța ponderată a fiecărei cerințe, pentru a produce măsura generală a performanțelor întreprinderilor.

### Matricea relațiilor
În această matrice, echipa QFD stabilește conexiunile ( legăturile potențiale) dintre cerințele clienților pentru produs și măsurile de performanță destinate pentru a îmbunătăți produsul. O măsură a a performanței este o măsură tehnică care evaluează performanța produsului în privința calității cerute. În această zonă a „Casei calității”, echipa de proiectanți verifică și îmbunătățește fidelitatea traducerii cerințelor, stabilind dacă există o relație potențială între fiecare cerință elementară a clienților și fiecare caracteristică tehnică de performanță a produsului. Matricea va avea cel puțin o măsură de performanță pentru fiecare cerință de calitate, cerută.
Intensitatea relațiilor dintre cerințele clienților și caracteristicile tehnice este reprezentată prin simboluri care indică: o relație puternică, o relație medie, o relație slabă. Dacă nu există o relație evidentă între perechi de caracteristici, în matrice este alocată valoarea zero.

### Matricea de corelații tehnice
Măsurile de performanță în proiectele existente pot deseori intra în conflict unele cu altele. Matricea de corelații tehnice (mai frecvent denumită Acoperișul) este utilizată pentru a ajuta la dezvoltarea relațiilor dintre cerințele clienților și cerințele tehnice pentru produs. Pentru a reprezenta ce tip de influențe/relații au cerințele tehnice de proiectare unele față de altele, în matrice se folosesc simboluri pentru corelații: puternic pozitivă, pozitivă, negativă, puternic negativă. Această identificare a corelațiilor tehnice între caracteristici permite ca proiectarea să rezolve unele conflicte inerente.

### Matricea priorităților tehnice și țintelor
Matricea utilizează itemuri specifice pentru a înregistra prioritățile alocate cerințelor tehnice. Rezultatul final al matricei este un set de valori-țintă pentru fiecare cerință tehnică de satisfăcut în noul proiect.
Caracteristicile de calitate cu prioritate ridicată indică faptul că acestea vor oferi valoare mare pentru clienți. O pondere ridicată a caracteristicilor de calitate indică relații puternice cu itemurile de calitate cerute, cu prioritate ridicată.